# Pi Mensae b
Pi Mensae b (π Mensae b), também conhecido como HD 39091 b, é um planeta extrassolar que orbita a estrela Pi Mensae, a 59,7 anos-luz (18,32 parsecs) de distância da Terra, na constelação de Mensa. Foi descoberto em 2001 a partir de 28 medições precisas feitas por um espectrômetro Doppler montado sobre o Telescópio Anglo-Australiano, que detectou variações na velocidade radial de Pi Mensae consistentes com a presença de um corpo em órbita.
Pi Mensae b é um objeto massivo com uma massa mínima de 10,3 vezes a massa de Júpiter (MJ), estando próximo do limite teórico de massa para um planeta. Acima de aproximadamente 13 MJ, a fusão de deutério começa a acontecer e um objeto passa a ser considerado uma anã marrom. Como a inclinação orbital de Pi Mensae b é desconhecida, sua massa real não pode ser determinada, então é possível que o objeto seja uma anã marrom. A não detecção de uma órbita astrométrica pela sonda Hipparcos impõe um limite estimado de 29,9 MJ para a massa de Pi Mensae b.
A órbita de Pi Mensae b possui uma alta excentricidade de 0,64, levando o planeta a uma distância de 1,2 UA da estrela no periastro e 5,5  UA no apoastro. O período orbital é de cerca de 2150 dias.